# Union Carbide
Union Carbide — американская химическая компания, существующая с 1917 года; в августе 1999 года поглощена компанией Dow Chemical.

## История
Под именем Union Carbide and Carbon Corporation предприятие было образовано 1 ноября 1917 года в результате слияния компаний: Union Carbide Company (основана в 1898 году), National Carbon Company (основана в 1886 году), Linde Air Products (производитель жидкого кислорода в Буффало) и Prest-O-Lite Company (производитель карбида кальция в Индианаполисе).
В 1920 году компания создала химическое подразделение, которое производило этиленгликоль для использования в качестве автомобильного антифриза. В ходе своей деятельности предприятие приобретало другие компании, связанные с производством химической продукции, в том числе Bakelite Corporation (в 1939 году). В 1957 году компания сменила название на Union Carbide Corporation, часто её называли называли коротко — Carbide. С 1947 по 1984 год она управляла Ок-Риджской национальной лабораторией — участницей Манхэттенского проекта.
В эпоху холодной войны компания активно занималась исследованиями и разработками для ракетных двигателей, особенно в области химических веществ и пластмасс, твердотопливных ракетных двигателей и хранимого жидкого топлива. Исследования и разработки проводились в Техническом центре в Южном Чарльстоне, штат Западная Вирджиния. Отдел аэрокосмических материалов был частью подразделения углеродных продуктов компании.
После катастрофы в Бхопале Union Carbide неоднократно подвергалась попыткам поглощения. Чтобы погасить свои долги, компания продала многие из своих самых известных брендов, в их числе Glad Trashbags и Eveready Batteries. В 1999 году американский химический гигант Dow Chemical объявила о покупке Union Carbide за 8,89 миллиарда долларов в виде акций.

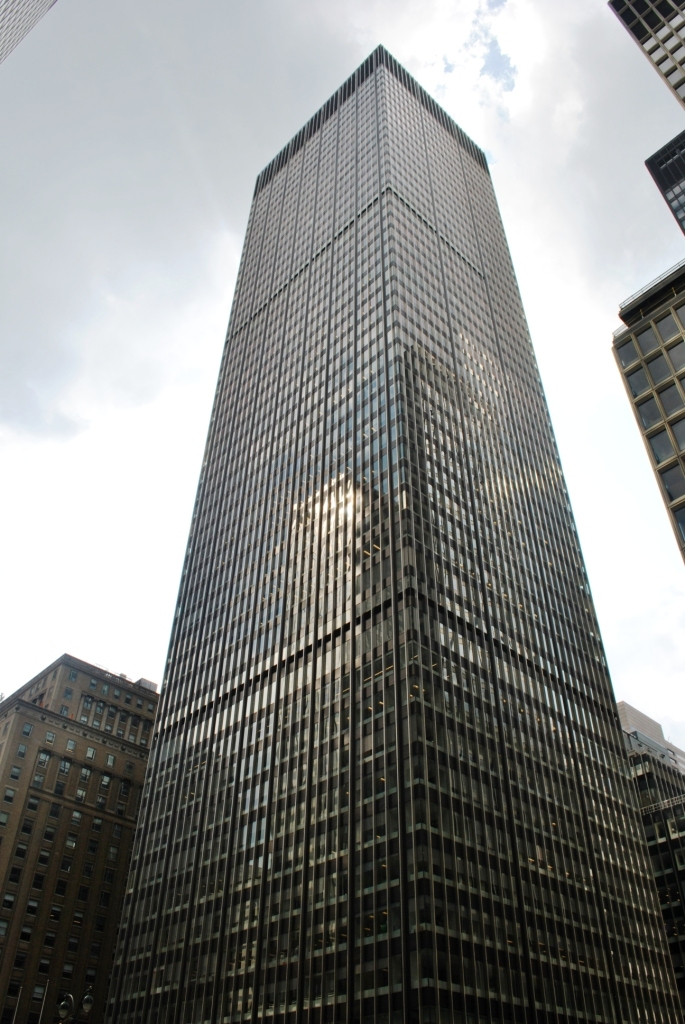
Union Carbide Building

Бывшее здание штаб-квартиры Union Carbide — 270 Park Avenue в Нью-Йорке представляло собой 52-этажную модернистскую офисную башню, спроектированное архитектурной фирмой Skidmore, Owings & Merrill. После того, как Union Carbide в 1982 году переместила свою штаб-квартиру в Данбери, штат Коннектикут, башня 270 Park Avenue стала штаб-квартирой корпорации JPMorgan Chase. В феврале 2018 года было объявлено, что здание 270 Park Avenue будет снесено и заменено новой башней высотой 370 метров для объединённой штаб-квартиры JPMorgan Chase. В середине 2021 года снесённое здание Union Carbide Building высотой 210 метров стало самым высоким зданием в мире, добровольно снесенным; а также третьим по высоте зданием, когда-либо разрушенным (после башен-близнецов Всемирного торгового центра).